# William O’Connell
William Henry O’Connell (ur. 8 grudnia 1859 w Lowell, zm. 22 kwietnia 1944 w Brighton) – amerykański duchowny katolicki, arcybiskup Bostonu (1907–1944) i kardynał.

## Życiorys
Przyszedł na świat w rodzinie irlandzkich imigrantów. Był najmłodszym z jedenaściorga rodzeństwa. Po ukończeniu studiów w Bostonie został skierowany na dalszą naukę do Rzymu, gdzie otrzymał święcenia kapłańskie 7 czerwca 1884 z rąk kardynała Lucido Maria Parocchi. Po dziesięcioletniej służbie w rodzinnej archidiecezji został rektorem Amerykańskiego Kolegium w Rzymie (1895). Funkcję tę pełnił do 1901, kiedy to został powołany na biskupa Portland. Sakry w bazylice laterańskiej udzielił mu kardynał Francesco Satolli. W 1905 był specjalnym papieskim wysłannikiem do Japonii.
Ze względu na podupadające zdrowie arcybiskupa Bostonu Johna Josepha Williamsa 21 lutego 1906 mianowany został jego koadiutorem. Sukcesję przejął 31 sierpnia 1907 roku. W 1911 podniesiony do rangi kardynała prezbitera z tytułem San Clemente. Był pierwszym arcybiskupem Bostonu, który otrzymał tę godność. Zmarł w 1944 roku po 37 latach kierowania archidiecezją, będąc jednocześnie jednym z dwóch żyjących wtedy kardynałów z nominacji Piusa X. Pochowany w Bostonie.
Kardynał nie wziął udziału w konklawe 1914 i 1922 roku z powodu zbyt dużej odległości między Ameryką a Europą. Nie zdążył na czas. Z tego powodu Pius XI wydłużył okres przygotowawczy do konklawe i O’Connell za trzecim razem, w 1939 już zdążył.
Wyświęcił na kapłana i konsekrował swego następcę Richarda Cushinga.